# 北安路 (臺北市)
北安路是台灣台北市中山區大直地區重要的東西幹道，西接中山北路，東接內湖路。北安路自中山橋下之中山北路四段起，往西沿著基隆河東側，經過國防部，到中山區及內湖區交界。西側起點處另有單向引道接往新生高架道路大直出口。
其名稱來自黑龍江省北安市。

## 沿線設施
（由西往東）
- 中山橋
- 新生高架橋大直出口（單向）
- 北安公園
- 台北市美僑協會（47號）
- 中央廣播電台（55號）
- 國民革命忠烈祠（139號）
- 國防部海軍司令部（305號）
- 國防部空軍司令部（387號）
- 中華民國國防部（409號）
- 臺北市立大直高級中學（420號）
- 臺北市政府警察局中山分局大直派出所[1]
- 大直橋
- 捷運大直站
- YouBike「捷運大直站(3號出口)」[2]
- 海峽交流基金會（536號）
- YouBike「北安大直街口」[2]
- 大直教會
- 自強隧道
- 捷運劍南路站
- YouBike「捷運劍南路站」[2]
- 國防部示範樂隊（807號）